# Спасская церковь (Даничи)
Спасская церковь — православный храм и памятник архитектуры местного значения в Даничах.

## История
Решением исполкома Черниговского областного совета народных депутатов от 26.06.1989 № 130 присвоен статус памятник архитектуры местного значения с охранным № 70-Чг под названием Спасская церковь. Установлена информационная доска. 
В издании «Чернігівщина: Енциклопедичний довідник» именуется как Михайловская церковь.

## Описание
Спасская церковь — пример памятников деревянной монументальной архитектуры в русском стиле периода историзма («епархиальный стиль»). Построена в 1890 году. Имеет архитектурное сходство с Покровской церковью в Дягове, Вознесенской церковью в Вознесенском. 
Деревянная, одноглавая, пятидольная (пятисрубная — 5 объёмов), крестовая в плане церковь, удлинённая по оси запад—восток. С востока к центральному кубическому объёму (нефу) примыкает гранёная апсида, по обе стороны которой примыкают прямоугольные помещения ризницы и паламарни, перекрытые двухскатными крышами. Храм увенчан гранёным шатром с главкой на восьмигранном (восьмерике) световом барабане, который опирается на четверик. Над западным четвериком притвора двухъярусная колокольня — восьмерик на четверике, увенчанный гранёным шатром с главкой. Переход восьмериков и шатров оформлен кокошниками.
Имеет три входа (в северном и южном приделах, центральный — в колокольне), все ориентированы на запад. Главный вход через колокольню акцентирован колонным портиком, увенчанным треугольным фронтоном, в тимпане — икона. Украшена деревянной резьбой (наборным фризом)